# Gisela (757-810)
Gisela (757 - 810) was een dochter van Pepijn de Korte en zijn echtgenote Bertrada van Laon. Ze is de zus van Karel de Grote en Carloman.
De biograaf van Karel de Grote, Einhard stelt dat Gisela sinds haar kinderjaren aan de kerk was gewijd. Ze werd in 770 non in de Abdij van Chelles, waar ze in 788 ook abdis werd. Tussen 797 en 800 liet ze een nieuwe abdijkerk bouwen, de Notre-Dame, en in de volgende jaren ook een nieuw en groter klooster voor de vrouwelijke kloostergemeenschap. Als abdis van de Abdij van Chelles hield Gisela toezicht op een van de meest productieve scriptoria van de 8e en de 9e eeuw. Volgens Einhard had ze een goede relatie met haar broer, Karel de Grote, die "haar behandelde met hetzelfde respect dat hij zijn moeder betoonde." Gisela stierf in 810 in het klooster, waar zij het grootste deel van haar leven had doorgebracht.
Karel de Grote en zijn derde vrouw Hildegard vernoemden een van hun dochters naar Gisela. Deze Gisela de Jongere heeft waarschijnlijk van 781 tot 808 geleefd, maar er is weinig over haar leven bekend.